# Nishan Velupillay
Nishan Matthew Velupillay, né le 7 mai 2001 à Melbourne en Australie, est un footballeur international australien qui joue actuellement au poste d'attaquant au Melbourne Victory FC.

## Biographie

### Carrière en club
Velupillay débute sa formation au sein des clubs amateurs d'Endeavour United et de Glen Eira FC, avant d'intégrer l'académie du Melbourne Victory. Il y signe son premier contrat professionnel en 2019 et, après une saison avec l'équipe réserve, fait ses débuts en A-League le 19 mai 2021 contre le Sydney FC. Le 11 décembre 2021, il inscrit son premier but en professionnel, offrant la victoire à son équipe face à l'Adelaide United (2-1).
En novembre 2023, il prolonge son contrat jusqu'en juin 2026.

### En sélections nationales
Entre mars 2023 et avril 2024, il représente l'Australie en équipe des moins de 23 ans, participant notamment au Tournoi Maurice-Revello en 2023 ainsi qu'au Championnat d'Asie de l'Ouest U23 (en) en 2024, où l'Australie termine finaliste.
Velupillay est sélectionné pour la première fois en équipe nationale d'Australie en octobre 2024, à l'occasion des qualifications pour la Coupe du Monde 2026. Il fait ses débuts le 10 octobre 2024 contre la Chine, entrant en jeu à la 83e minute et marquant son premier but international dans le temps additionnel, scellant la victoire 3-1 des Socceroos. 
| Buts internationaux de Nishan Velupillay | Buts internationaux de Nishan Velupillay | Buts internationaux de Nishan Velupillay      | Buts internationaux de Nishan Velupillay | Buts internationaux de Nishan Velupillay | Buts internationaux de Nishan Velupillay | Buts internationaux de Nishan Velupillay |
|                                          | Date                                     | Lieu                                          | Adversaire                               | Score                                    | Résultat                                 | Compétition                              |
| ---------------------------------------- | ---------------------------------------- | --------------------------------------------- | ---------------------------------------- | ---------------------------------------- | ---------------------------------------- | ---------------------------------------- |
| 1                                        | 10 octobre 2024                          | Adelaide Oval, Adélaïde, Australie            | Chine                                    | 3-1                                      | 3 - 1                                    | Éliminatoires de la Coupe du Monde 2026  |
| 2                                        | 20 mars 2025                             | Sydney Football Stadium, Sydney, Australie    | Inde                                     | 2-0                                      | 5 - 1                                    | Éliminatoires de la Coupe du Monde 2026  |
| 3                                        | 25 mars 2025                             | Hangzhou Sports Park Stadium, Hangzhou, Chine | Chine                                    | 2-0                                      | 2 - 0                                    | Éliminatoires de la Coupe du Monde 2026  |

## Palmarès

### En club
- Melbourne Victory FC
  - Coupe d'Australie
    - Vainqueur en 2021
    - Finaliste en 2024

- - Championnat d'Australie
    - Vice-champion en 2023-2024

### En sélections
- Australie -23 ans
  - Championnat d'Asie de l'Ouest des moins de 23 ans (en)
    - Vice-champion en 2024[7]

### Distinctions individuelles
- Jeune joueur de l'année du Melbourne Victory en 2021-2022[10]